# ورزش در اروپا

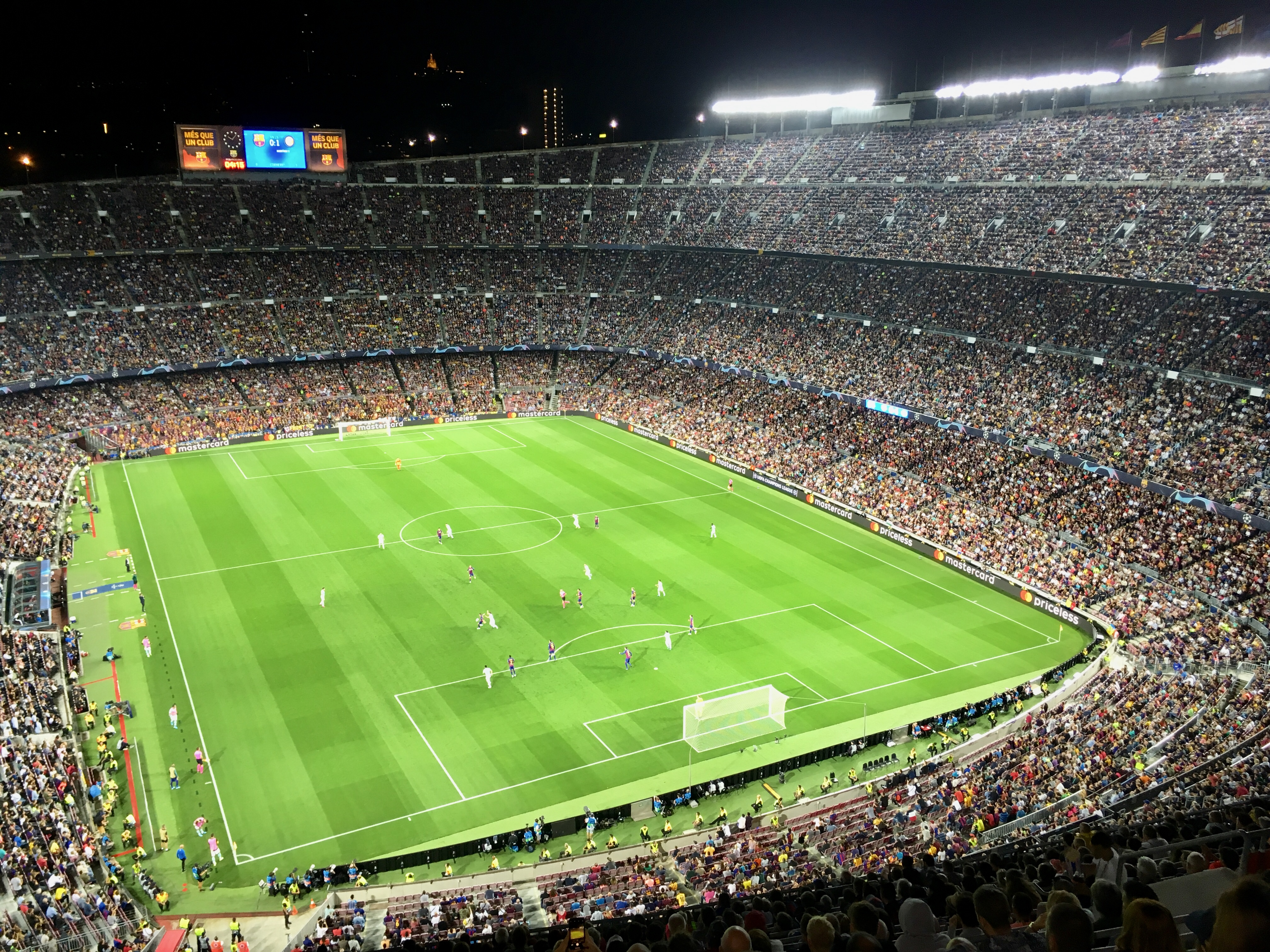
فوتبال محبوب‌ترین ورزش در اروپا است. ورزشگاه نیوکمپ در بارسلونا.

ورزش در اروپا (انگلیسی: Sport in Europe) بسیار سازماندهی شده است و بسیاری از ورزش‌ها دارای لیگ‌های حرفه‌ای هستند. خاستگاه بسیاری از محبوب‌ترین ورزش‌های جهان امروزه، در تدوین بسیاری از بازی‌های سنتی، به ویژه در انگلستان نهفته است.

## ورزش‌های تیمی
فوتبال
فوتبال محبوب‌ترین ورزش تقریباً در تمام کشورهای اروپایی است. تیم‌های ملی اروپایی در ۱۲ دوره از ۲۲ دوره جام جهانی فوتبال قهرمان شده‌اند. ایتالیا و آلمان هر کدام چهار عنوان قهرمانی را کسب کرده‌اند، پس از آن فرانسه با دو عنوان قهرمانی و انگلیس و اسپانیا هر کدام یک بار قهرمان جام جهانی شده‌اند. یوفا، نهاد حاکم بر فوتبال اروپا، از سال ۱۹۶۰ میزبان مسابقات جام ملت‌های اروپا و از سال ۱۹۸۴ مسابقات قهرمانی زنان یوفا بوده است.
محبوب‌ترین و موفق‌ترین لیگ‌های فوتبال، بیگ فایو (Big Five) شامل لیگ برتر فوتبال انگلستان. لالیگا اسپانیا؛ بوندسلیگا آلمان؛ سری آ ایتالیا؛ و لیگ ۱ فرانسه هستند. سایر لیگ‌های اصلی فوتبال در این قاره لیگ برتر پرتغال، اردیویسه هلند، لیگ برتر روسیه و سوپر لیگ ترکیه هستند. باشگاه‌های برتر هر لیگ در لیگ قهرمانان اروپا بازی می‌کنند، در حالی که باشگاه‌های با رده پایین‌تر در لیگ اروپا و لیگ کنفرانس اروپا رقابت می‌کنند.
از سال ۲۰۲۴، ۱۰ باشگاه ورزشی برتر در رسانه‌های اجتماعی، همه باشگاه‌های فوتبال اروپا هستند:
| رتبه | باشگاه                       | کشور     | دنبال کننده  |
| ---- | ---------------------------- | -------- | ------------ |
| 1    | باشگاه فوتبال رئال مادرید    | اسپانیا  | ۳۶۰٫۵ میلیون |
| 2    | باشگاه فوتبال بارسلونا       | اسپانیا  | ۳۱۸٫۸ میلیون |
| 3    | باشگاه فوتبال منچستر یونایتد | بریتانیا | ۲۰۷ میلیون   |
| 4    | باشگاه فوتبال پاری سن-ژرمن   | فرانسه   | ۱۶۳ میلیون   |
| 5    | باشگاه فوتبال یوونتوس        | ایتالیا  | ۱۴۷٫۴ میلیون |
| 6    | باشگاه فوتبال منچستر سیتی    | بریتانیا | ۱۳۹٫۷ میلیون |
| 7    | باشگاه فوتبال چلسی           | بریتانیا | ۱۳۶٫۷ میلیون |
| 8    | باشگاه فوتبال لیورپول        | بریتانیا | ۱۳۱٫۶ میلیون |
| 9    | باشگاه فوتبال بایرن مونیخ    | آلمان    | ۱۲۶٫۵ میلیون |
| 10   | باشگاه فوتبال آرسنال         | بریتانیا | ۹۹٫۲ میلیون  |

### بسکتبال

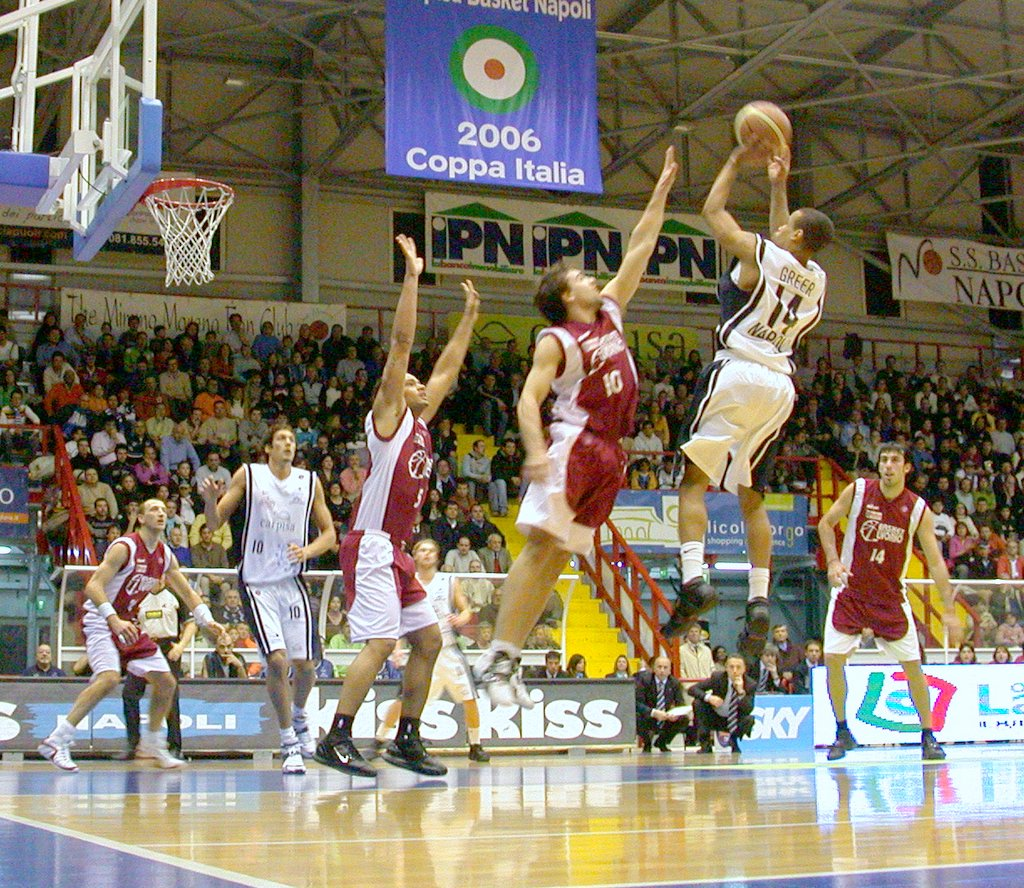
جام بسکتبال ایتالیا.

بسکتبال در آمریکا شکل گرفت. این ورزش در سال ۱۸۹۱ توسط جیمز نیسمیت کانادایی در اسپرینگفیلد، ماساچوست اختراع شد. در اروپا، بسکتبال دومین ورزش تیمی محبوب در بسیاری از کشورها از جمله لیتوانی، یونان، صربستان، ترکیه و اسپانیا است. این ورزش ملی لیتوانی است. همچنین در ایتالیا، فرانسه، آلمان، بلژیک و همه کشورهای یوگسلاوی سابق بسیار محبوب است.
یورو بسکت یا مسابقات بسکتبال قهرمانی اروپا اصلی‌ترین رقابت بسکتبال اروپایی برای تیم‌های ملی مردان است که اولین بار در سال ۱۹۳۵ برگزار شد. اتحاد جماهیر شوروی و یوگسلاوی در این مسابقات بیشترین عناوین را به دست آورده‌اند و اسپانیا از اواخر دهه ۲۰۰۰ تاکنون سه عنوان قهرمانی را کسب کرده است.
یورولیگ مهم‌ترین رقابت بسکتبال باشگاهی در اروپا است. این جام به عنوان جام قهرمانان اروپا فیبا در سال ۱۹۵۸ تأسیس شد، اما از سال ۲۰۰۰ توسط اتحادیه بسکتبال یورولیگ (Euroleague Basketball) برگزار می‌شود. این مسابقات پس از NBA، دومین رقابت باشگاهی بسکتبال پرطرفدار در سطح جهان است.

### هندبال
هندبال در بسیاری از کشورهای اروپایی به صورت حرفه ای بازی می‌شود. فدراسیون هندبال اروپا مسابقات قاره ای را برای مردان و زنان برگزار می‌کند. تیم‌های اروپایی بر مسابقات قهرمانی هندبال مردان IHF جهان تسلط داشته‌اند و همچنین برنده اکثر دوره‌های مسابقات قهرمانی هندبال زنان جهان IHF شده‌اند. تیم‌های قابل توجه مردان فرانسه، سوئد، دانمارک، اسپانیا، کرواسی، آلمان، نروژ، لهستان، اسلوونی، ایسلند، مجارستان، مصر، برزیل، آرژانتین، اتریش، پرتغال و مقدونیه شمالی هستند.

### کریکت

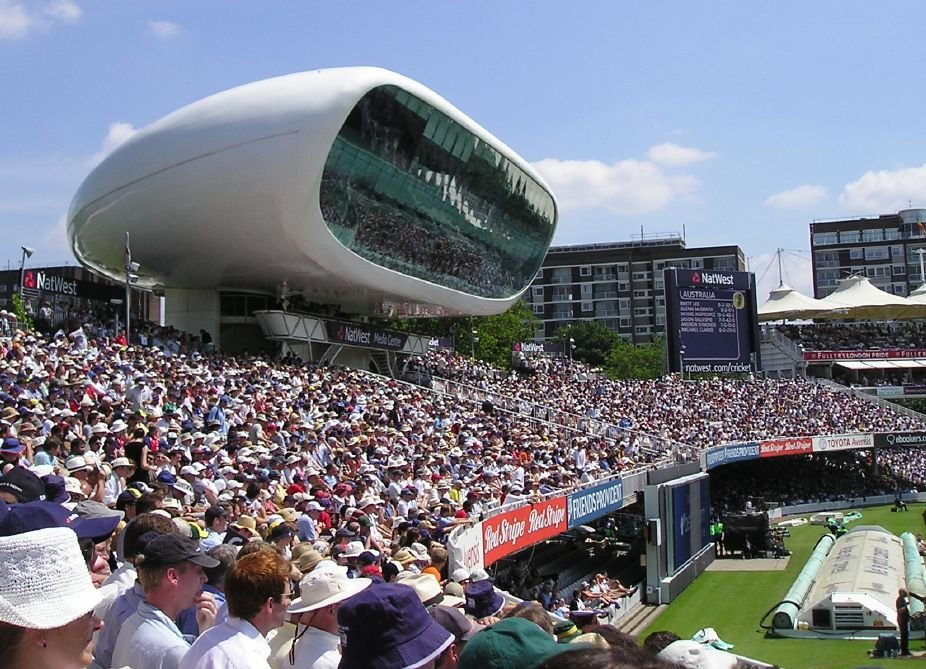
زمین کریکت لورد به عنوان «خانه کریکت» شناخته می‌شود.

کریکت یک ورزش تابستانی محبوب در انگلستان است و به سایر نقاط بریتانیا نیز صادر شده است. کریکت ریشه در جنوب شرقی بریتانیا دارد. در سراسر انگلستان و ولز و بخش‌هایی از هلند، اسکاتلند و ایرلند محبوب است. کریکت در مناطق دیگر نیز محبوب است و در شمال غربی اروپا نیز بازی می‌شود.
تیم کریکت انگلستان و تیم کریکت ایرلند تنها تیم‌های اروپایی هستند که تست کریکت دارند. رقیب اصلی در جهان بین دو تیم انگلیس و استرالیا است که در رقابت‌های The Ashes با یکدیگر بازی می‌کنند. انگلستان قهرمان جام جهانی کریکت در سال ۲۰۱۹ و جام جهانی تی۲۰ مردان آی‌سی‌سی در سال ۲۰۱۰ شد.

### هاکی روی چمن
هاکی روی چمن از انگلستان شروع شده و یکی از ورزش‌های پرطرفدار در اروپای غربی است. هلند و آلمان در هر دو جام جهانی قهرمان شده‌اند، بلژیک نیز در مسابقات مردان قهرمان شده است. آلمان آخرین قهرمان جام جهانی هاکی مردان است و هلند آخرین قهرمان جام جهانی هاکی زنان است.

### هاکی روی یخ
هاکی روی یخ محبوب‌ترین یا یکی از محبوب‌ترین ورزش‌ها در بسیاری از کشورهای اروپایی از جمله چک، سوئیس، روسیه، سوئد، فنلاند، اسلواکی، لتونی، بلاروس و اروپای شمالی و مرکزی است و از نظر محبوبیت با فوتبال رقابت می‌کند. همچنین در سطح حرفه ای در آلمان، نروژ، اتریش، بیشتر اروپای غربی محبوب است.

### والیبال
تیم‌های اروپایی اکثر دوره‌های مسابقات قهرمانی جهانی والیبال مردان FIVB را با سه برد به رهبری ایتالیا برده‌اند. در مسابقات قهرمانی جهان والیبال زنان FIVB، اتحاد جماهیر شوروی پنج دوره، روسیه دو دوره و ایتالیا و صربستان هر کدام یک قهرمانی کسب کرده‌اند. اتحاد جماهیر شوروی در المپیک سه مدال طلای مردان و چهار مدال طلای زنان را به دست آورده است.
کنفدراسیون والیبال اروپا در سال ۱۹۶۳ تأسیس شد، اما مسابقات والیبال قهرمانی مردان اروپا برای اولین بار در سال ۱۹۴۸ و مسابقات قهرمانی والیبال اروپا زنان برای اولین بار در سال ۱۹۴۹ برگزار شد که اتحاد جماهیر شوروی و روسیه در هر دو عنوان قهرمان شدند.
لیگ قهرمانان والیبال اروپا از سال ۱۹۵۹–۱۹۶۰ هر ساله برگزار می‌شود. باشگاه‌های روسی باشگاه والیبال زسکا مسکو و باشگاه والیبال زنیت کازان به ترتیب ۱۳ و ۶ دوره را بردند، در حالی که باشگاه‌های ایتالیایی باشگاه والیبال مودنا والی و باشگاه والیبال سیسیلی هر کدام چهار قهرمانی را کسب کردند. لیگ قهرمانان والیبال زنان اروپا از سال ۱۹۶۰–۱۹۶۱ برگزار می‌شود. باشگاه والیبال زنان دینامو مسکو در ۱۱ دوره، اورالوچکا اکاترینبورگ در هشت دوره و والی برگامو ۷ دوره را بردند.